# جوشکاری فشاری
جوشکاری فشاری یکی از روش های متداول جوش است که می تواند به صورت دستی یا اتوماتیک بر روی قطعات فولادی انجام گیرد. جوشکاری فشاری همچنین می تواند از طریق لحیم کاری برای قطعات مسی نیز استفاده شود. این روش برای اتصال قطعات فلزی نظیر لوله ها، فلنج ها و چارچوب های فلزی در کارخانه ها به کار می رود. در کارخانجات در ساخت وسایل فلزی، جوشکاری فشاری بسیار بصرفه تر و اقتصادی تر از روش های دیگر جوشکاری است. این به این دلیل است که برای ساخت وسایل فلزی بدون جوش دادن آنها به یکدیگر، سازندگان مجبور به تغییر ساختار فلزات با هزینه های بسیار بیشتر می باشند.
جوشکاری فشاری با گرم کردن دو قطعه فلز، یا اعمال فشار بر روی آنها، یا انجام هر دو مورد صورت میگیرد. گرمای لازم برای انجام فرایند را میتوان از طریق جریان الکتریکی (جوشکاری مقاومتی) یا با اصطکاک (جوشکاری اصطکاکی) تولید کرد. انجام فرایند نفوذ هنگام جوشکاری فلز از اهمیت بالایی برخوردار است و قطعات نازک فلز این امکان را به راحتی فراهم میکنند، اما برای قطعات ضخیم فلزی، لبه های قطعه باید از قبل آماده انجام فرایند شوند.

## انواع جوشکاری فشاری

### فلش
جوشکاری فشاری فلش با ماشین آلات انجام می شود و چندین قطعه فلز را به یکدیگر متصل می کند که از نظر اندازه و شکل با هم مطابقت ندارند. این سایزهای مختلف اغلب ممکن است باعث وقفه در فرایند جوشکاری شوند. جریان ولتاژ بالا به همه اجزا برای اتصال قطعات فلزی به یکدیگر اعمال می شود. به این فرایند فلش کردن گفته می شود.

### مقاومت
این جوشکاری در اثر حرارت حاصل از فشار ناشی از چسبیدن فلزات به یکدیگر در یک نیروی از پیش تعیین شده، دو قطعه فلز را بهم متصل می کند. جوشکاری فشاری مقاومتی روی قطعاتی که دارای شکل و اندازه مشابه هستند استفاده می شود و غالباً بر خلاف جوشکاری فلش، در یک حرکت انجام می شود.

## انواع مفاصل
اتصالات جوش فشاری انواع مختلفی دارند و همه آنها با شکل خاص خود نام گذاری شده اند. اتصالی که بعنوان یک جوش شیار مربعی شناخته می شود، اشکال مختلفی به منظور اتصال قطعات فلز به یکدیگر دارد که همه آنها توانایی تحمل بار زیادی دارند. انواع مختلفی از مفاصل مانند مفاصل لپ، اتصالات سه راهی، مفاصل لب به لب، و همچنین مفاصل گوشه وجود دارد. اتصالات لپ دو قطعه هستند که انتهای آن ها روی هم قرار گرفته و بهم جوش می خورند در حالی که اتصالات لب به لب، انتهای آنها کنار هم قرار گرفته و از این طریق متصل می شوند.